# Calophyllum laticostatum
Calophyllum laticostatum là một loài thực vật có hoa thuộc họ Clusiaceae.
Loài này có ở Papua New Guinea và có thể cả Philippines.